# Коллинз, Джессика
Джессика Коллинз (англ. Jessica Collins; род. 1 апреля 1971, Скенектади, Нью-Йорк) — американская актриса кино и телевидения.

## Жизнь и карьера
Коллинз родилась в Скенектади, Нью-Йорк и закончила Королевский национальный театр в Лондоне, прежде чем получила роль в дневной мыльной опере «Бесконечная любовь», где снималась с 1991 по 1994 год. После ухода из мыльной оперы она снялась в нескольких низкобюджетных фильмах, таких как «Лепрекон 4: В космосе» и «Лучшие из лучших 4: без предупреждения», а после вернулась на телевидение, но уже строила карьеру в прайм-тайм.
В 2002—2003 годах Коллинз появилась в нескольких эпизодах сериала «Американские мечты» напротив Гейл О’Грэйди, после чего получила регулярную роль в недолго просуществовавшем сериале «Вернуть из мёртвых», где играла сестру главной героини. Также она сыграла незначительные роли в фильмах «Поймай меня, если сможешь», «Грязная любовь» и «Смерть в эфире», а в 2007 году появилась в ещё одном недолго просуществовавшем сериале «Мужчины в большом городе». Помимо этого она появилась в сериалах «C.S.I.: Место преступления», «Два с половиной человека», «Части тела», «Морская полиция: Спецотдел» и многих других.
Летом 2011 года Коллинз вернулась в дневное мыло с регулярной ролью в «Молодые и дерзкие». В 2013 году она получила первую в своей телекарьере номинацию на Дневную премию «Эмми» за лучшую женскую роль второго плана. Она покинула мыльную оперу летом 2015 года. Уже после ухода, Коллинз выиграла «Эмми» за свою роль.
В 1996—2002 года Джессика была замужем за Робертом Тайлером. В настоящее время Коллинз состоит в фактическом браке с писателем Майклом Куни. У пары есть дочь — Джемма Кейт Коллинз Куни (род.23.01.2016).

## Фильмография

### Телевидение
- Loving (дневная мыльная опера, регулярная роль, 1991—1994)
- Coach (1 эпизод, 1994)
- Лоис и Кларк: Новые приключения Супермена (2 эпизода, 1995)
- Diagnosis Murder (1 эпизод, 1996)
- Life with Roger (1 эпизод, 1996)
- Звёздный путь: Вояджер (1 эпизод, 1997)
- Беверли-Хиллз, 90210 (3 эпизода, 1997)
- Бухта Доусона (1 эпизод, 2000)
- Off Centre (1 эпизод, 2002)
- Andy Richter Controls the Universe (1 эпизод, 2002)
- American Dreams (7 эпизодов, 2002—2003)
- Вернуть из мёртвых (15 эпизодов, регулярно, 2003—2004)
- Любовь вдовца (1 эпизод, 2005)
- C.S.I.: Место преступления (1 эпизод, 2005)
- Два с половиной человека (1 эпизод, 2006)
- Big Shots (11 эпизодов, регулярно, 2007—2008)
- Gary Unmarried (1 эпизод, 2008)
- Части тела (1 эпизод, 2009)
- Scoundrels (4 эпизода, 2010)
- C.S.I.: Место преступления Майами (1 эпизод, 2010)
- Мемфис Бит (1 эпизод, 2011)
- В Филадельфии всегда солнечно (1 эпизод, 2011)
- Молодые и дерзкие (дневная мыльная опера, регулярная роль, июль 2011—июль 2015)
- В Филадельфии всегда солнечно (1 эпизод, 2013)
- Восприятие (1 эпизод, 2014)

### Фильмы
- Лепрекон 4: В космосе (1996)
- Лучший из лучших 4: Без предупреждения (1998)
- Красивая (2000)
- Ритуал (2002)
- Поймай меня, если сможешь (2002)
- Грязная любовь (2005)
- Смерть в эфире (2007)
- Дом на продажу (2010)